# 希臘復興式建築

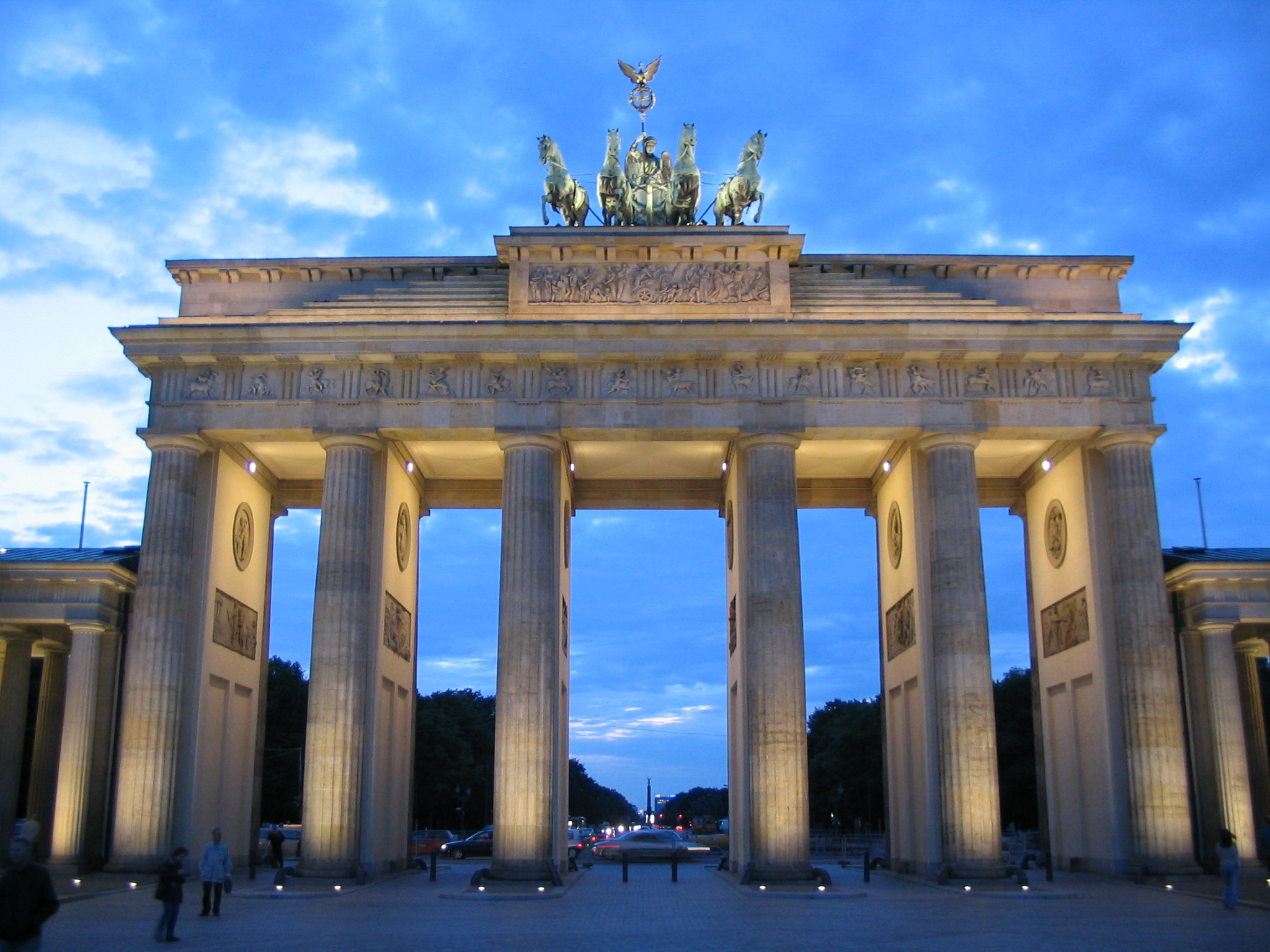
德国柏林的勃兰登堡门。

希臘復興式建築（英語：Greek Revival architecture）是指18世纪晚期至19世纪初期的一场流行于北欧和美国的建筑风格变革运动，以模仿古希腊建筑风格为特点。它是希腊化运动的产物之一，亦可视为新古典主义建筑发展的最后一个阶段。推动其发展的一个条件是当时考古学的进展丰富了人们对于古希腊建筑风格的了解。该术语最早是由英国皇家艺术研究院建筑学教授查尔斯·罗伯特·柯克热尔在1842年的一次演讲中提出的。
伴随着一些有助于理解希腊文化的新发现，当时的考古学家和建筑学家研究了多立克柱式和爱奥尼柱式的建造标准。根据他们的研究成果建造的复古风格建筑在俄罗斯、波兰、立陶宛、芬兰（在其首都赫尔辛基市中心尤其突出）等地比比皆是。然而，就一些具体的国家而言，这种风格的表现形式又不完全相同。每个国家的建筑师对希腊化建筑风格在一定程度上都有自己的理解。可以说希腊化建筑风格每到一个不同的国家，就会吸收一些不同的本地化元素。在德国和美国，这种本地化的感觉特别明显，被认为是已从艺术概念上摆脱了与宗教或是贵族文化的联系。

## 外部連結
维基共享资源上的相關多媒體資源：希臘復興式建築